# Elasticidade preço da demanda cruzada
A elasticidade preço da demanda cruzada é a medida de o quanto varia a demanda por um bem em resposta a uma variação de preço de outro bem. A elasticidade preço da demanda cruzada é a razão entre proporções de variação, comumente expressas em percentagem.
Por exemplo, se um aumento de 30% no preço de combustíveis levar a uma queda de 10% na demanda por automóveis, diz-se que a elasticidade preço da demanda cruzada é igual a -10%/30%, ou -1/3.
A elasticidade preço da demanda cruzada caracteriza-se por ser positiva quando medida entre bens substitutos, negativa entre bens complementares, e zero entre bens independentes.